# お気に召す儘
『お気に召す儘』（おきにめすまま、原題：英語: As You Desire Me）は、1932年に製作・公開されたアメリカ合衆国の映画である。

## 概要
ルイジ・ピランデルロの戯曲の映画化であり、ジョージ・フィッツモーリスが監督、グレタ・ガルボとメルヴィン・ダグラスが主演した。

## キャスト
- ザラ/マリア：グレタ・ガルボ
- ブルーノ・ヴァレッリ伯爵：メルヴィン・ダグラス
- カール・ザルター：エリッヒ・フォン・シュトロハイム
- トニー・ボフィ：オーエン・ムーア
- イネス・モンターリ：ヘッダ・ホッパー

## スタッフ
- 監督：ジョージ・フィッツモーリス
- 製作：ジョージ・フィッツモーリス、アーヴィング・タルバーグ（クレジットなし）
- 脚本：ジーン・マーキー
- 撮影：ウィリアム・H・ダニエルズ
- 編集：ジョージ・ハイヴリー
- 美術：セドリック・ギボンズ
- 衣裳：エイドリアン
- 録音：ダグラス・シアラー